# Массіньє Сорсінеллі
Массіньє Сорсінеллі (порт. Massinet Sorcinelli, 27 лютого 1922 — 12 серпня 1971) — бразильський баскетболіст.
Бронзовий призер Олімпійських Ігор 1948 року.
Бронзовий призер Панамериканських ігор 1951 року.